# Nemotelus victoriskusnezowi
Nemotelus victoriskusnezowi är en tvåvingeart som beskrevs av Pleske 1937. Nemotelus victoriskusnezowi ingår i släktet Nemotelus och familjen vapenflugor. Inga underarter finns listade i Catalogue of Life.